# 德布拉·萨彭特
德布拉·萨彭特（英語：Debra Sapenter，1952年2月27日—），美国女子田径运动员，主攻400米短跑。她曾代表美国参加1976年夏季奥林匹克运动会田径比赛，获得女子4×400米接力银牌。